# Korowódka sosnówka
Korowódka sosnówka (Thaumetopoea pinivora) – motyl nocny z podrodziny korowódkowatych.

## Wygląd
Długość skrzydła przedniego wynosi 1,4–1,7 cm. Ubarwieniem przypomina spokrewnioną korowódkę dębówkę, lecz tło skrzydeł jest bardziej szare, a rysunek silniej kontrastowy. Ciało jest krępe i pokryte włoskami.

## Środowisko, rozmieszczenie i gęstość zasiedlenia
Korowódka sosnówka jest mieszkańcem lasów sosnowych, rosnących na piaszczystych glebach. Zasiedla wschodnią część Europy, w środkowej części kontynentu występuje lokalnie. Spotykana jest dość rzadko, ale zdarzają się lata masowych pojawów (zwłaszcza w rejonach nadbałtyckich).

## Rośliny żywicielskie
Gatunek związany z sosną zwyczajną (Pinus sylvestris) i sosną hakowatą (Pinus uncinata}. W latach szczególnie dużej liczebności gąsienice mogą bardzo poważnie uszkadzać sosnowe drzewostany.

## Okres występowania
Motyle (imago) latają w drugiej połowie lipca i w sierpniu. Samica składa jaja wokół sosnowej szpilki tak, że wygląda ona jak kolba kukurydzy. Stadium gąsienicy przypada na okres od końca kwietnia do czerwca. W wielu okolicach sosnówka potrzebuje na przeobrażenie dwóch lat – w pierwszym roku zimują jaja, a w drugim poczwarka.

## Charakterystyczne zachowanie gąsienic
Jak u wszystkich korowódkowatych gąsienice spędzają dnie w gniazdach ze sporządzonych przez siebie oprzędów, a w nocy długimi korowodami, jedna za drugą, wychodzą na żer. Gąsienice są zaopatrzone w krótkie włoski parzące, wywołujące u człowieka ostre swędzenie, wysypkę i zapalenie błon śluzowych. Objawy te mogą się pojawić już przy dotknięciu oprzędu lub miejsc, po których przeszedł korowód gąsienic.

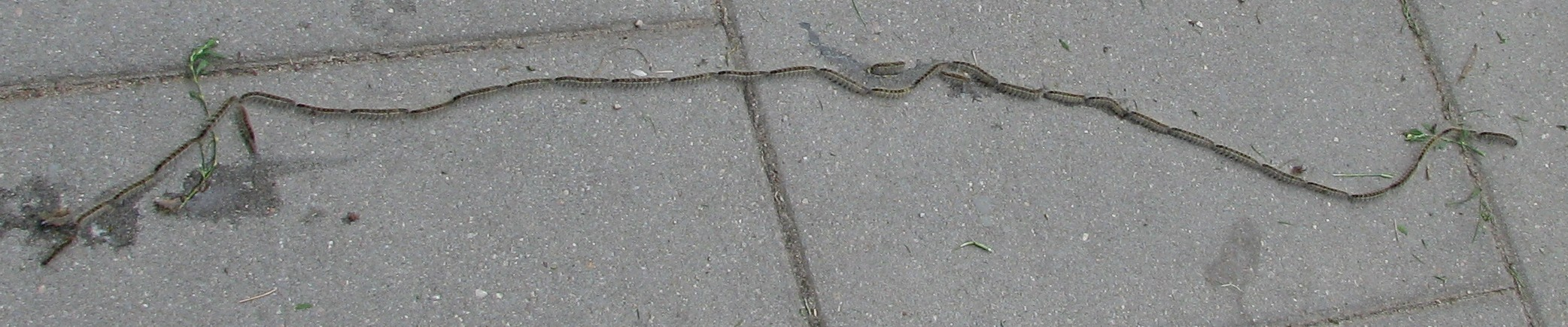
Korowód gąsienic